# Andexanet alfa
Andexanet alfa (PRT064445, PRT4445) es un fármaco aprobado por la Administración de Medicamentos y Alimentos de Estados Unidos, que funciona como antídoto para los inhibidores del factor Xa, medicamentos usados para la anticoagulación que incluye rivaroxaban, apixaban y edoxaban. Su desarrollo está a cargo de Portola Pharmaceuticals.

## Estudios
Durante el 2015, el primer estudio aleatorizado mostró que Andaxanet alfa revertía los efectos del apixaban y rivaroxaban de forma segura y efectiva.

### Otros antídotos para anticoagulantes
- Ciraparantag
- Idarucizumab
- Vitamina K